# Волиньгаз
АТ «Волиньга́з» — акціонерне товариство зі штаб-квартирою в місті Луцьку, яке займається розподіленням, транспортуванням та постачанням газу у Волинській області.

## Історія
У 1962 році створено виробничо-експлуатаційну контору газового господарства «Луцькгаз». 1991 року підприємство  перетворено у Волинське державне підприємство по газопостачанню та газифікації «Волиньгаз». У 1994 році компанію перетворено у ВАТ «Волиньгаз». У 2010 році ВАТ «Волиньгаз» стало ПАТ по газопостачанню та газифікації «Волиньгаз».
До жовтня 2023 року «Волиньгаз» належав до ПрАТ «Газтек», фактичним власником підприємства був Дмитро Фірташ.
З 20 жовтня 2023 року АТ «Волиньгаз» увійшло до групи компаній «Нафтогаз України».

## Структура
- Луцьке відділення;
- Горохівське відділення;
- Володимир-Волинське відділення;
- Камінь-Каширське відділення;
- Любешівська дільниця;
- Ківерцівське відділення;
- Рожищенська дільниця;
- Ковельське відділення;
- Турійська дільниця;
- Нововолинське відділення;
- Іваничівська дільниця;
- Ратнівське відділення;
- Старовижівська дільниця[7].